# صوفي فيليبين الفرنسية
     لشخصية أخرى تحمل اسم صوفي من فرنسا، طالع صوفي من فرنسا (توضيح).

صوفي فيليبين إليزابيث أو المدام صوفي (بالفرنسية: Sophie Philippine  de France) (27 يوليو 1734 - 2 مارس 1782)؛  كانت أميرة فرنسية، وكانت الابنة السادسة والطفل الثامن للملك لويس الخامس عشر وماري ليزينسكا، بصفتها كانت ابنة فرنسا. عرفت لأول مرة باسم مدام سينكييمي، لاحقاً عرفت بالمدام صوفي. عرفت هي وشقيقاتها باسم سيدات فرنسا (Mesdames de France).
في عام 1777، منح لويس السادس عشر صوفي وشقيقتها أديلايد لقبي دوقة لوفوا، بعد أن استحوذوا معاً على عقار بهذا الاسم.

## السيرة الذاتية
ولدت صوفي فلبين إليزابيث جوستين في 27 يوليو 1734بقصر فرساي، وهي الابنة الكبرى للملك لويس الخامس عشر وزوجته ماري ليزينسكا بصفة هذه كانت ابنة فرنسا (Fille de france).
كانت صوفي الأقل شهرة بين شقيقاتها.،كانت ولادتها في قصر فرساي غير ملحوظة نسبياً. تم منح اسمها الثاني فيليبين تكريماً لشقيقها الأكبر فيليب الذي توفي في العام السابق، على عكس أبناء لويس الخامس عشر الأكبر سناً، لم ترعرع في فرساي، ولكن في يونيو 1738 أُرسلت للعيش في دير فونتيفراود مع أختها الكبرى مدام فيكتوار وشقيقاتها الصغيرات تيريز و لويز لأن تكلفة رعايتهم في فرساي مع كل الوضعيات التي يحق لهم الحصول عليها كانت باهظة الثمن من قبل الكاردينال فلوري رئيس وزراء لويس الخامس عشر.

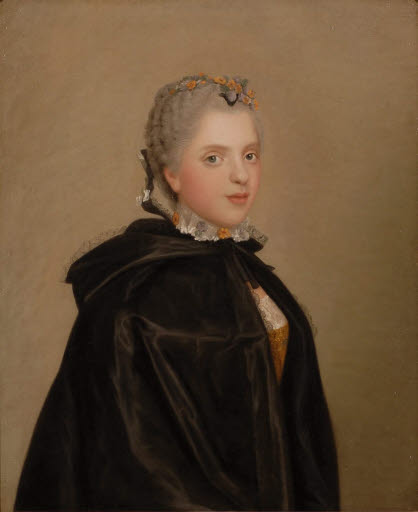
الأميرة صوفي بريشة جان إتيان ليوتارد، حوالي 1750

سُمح لمدام صوفي وشقيقتها لويز بالعودة إلى بلاط فرساي في عام 1750 بينما تم إهمال تعليمهم في الدير، فقد تم تعويضهم عن ذلك ودرسوا بشكل مكثف، بعد عودتهم إلى البلاط بتشجيع من شقيقهم لويس، الذي شكلوا معه ارتباطاً وثيقاً على الفور
قالت مدام كامبان عنهم :
عندما عادوا سيدات فرنسا، وهم لا يزالوا صغيرات إلى البلاط، استمتعوا بصداقة مونسنيور الدوفين، واستفادوا من نصيحته، ولقد كرسوا أنفسهم بحماس للدراسة، وتخلوا عن كل وقتهم؛ لقد مكنوا أنفسهم من الكتابة بالفرنسية بشكل صحيح، واكتسبوا معرفة جيدة بالتاريخ. الإيطالية والإنجليزية، والفروع العليا للرياضيات ، والتحول والاتصال ، امتلأت بالتتابع لحظات فراغهم.
أشار والدهم بألقاب، لقب مدام أديلايد بـلوك، ولقب المدام فيكتوار بـكوشي، والمدام صوفي بـغرايل والمدام لويز بـتشيف.
لم تتزوج صوفي قط، وأصبحت عضوة في المجموعة الجماعية الأميرات الغير متزوجات المعروفة باسم سيدات فرنسا. كونها وصفت أنها خجولة ومتحفظة، لم تجذب الكثير من الإهتمام، لم تمارس أي نفوذ في البلاط، لكنها سمحت نفسها بتوجيه شقيقتها أديلايد متبعة كراهيتهم لعشيقات والدهم المدام دو بومبادور ثم المدام دو باري.
في 1761 عندما زارت شقيقتها فيكتوار بصحبة أديلايد المياه في لورين للأغراض الطبية، زارت صوفي ولويز باريس لأول مرة.
في عام 1770، أصبحت ماري أنطوانيت ذو عمر الرابعة العشر الدوفينة بزواجها من ابن شقيقها الدوفين لويس أوغست، وبسبب العلاقة الوثيقة بين الدوفين وعماته، أصبحت ماري أنطوانيت أيضاً قريبة في البداية من سيدات فرنسا في سنواتها الأولى بفرنسا وبصفتها المرأة الملكية الكبرى في البلاط. استخدموا السيدات للتناوب مع كونتيسة بروفنس في مرافقة ماري أنطوانيت في المهام الرئيسي،  ومع ذلك توقفت العلاقة الوثيقة بين ماري أنطوانيت والسيدات في عام 1772، بعد إحباط محاولة إغراء ماري أنطوانيت لإهانة مدام دو باري، وهي الخطة التي قادتها أديلايد بدعم من شقيقاتها فيكتوار وصوفي.
في أبريل 1774 كانت صوفي وشقيقاتها قريبات من والدهم لويس الخامس عشر وهو على فراش الموت وقامن باعتناء به حتى وفاته من الجدري في 10 مايو. على الرغم من أن الشقيقات لم يصيبوا بالجدري مطلقاً، فقد سُمح لهن برؤيته، في حين تم إبعاد أفراد الأسرة المالكة الآخرين، وكذلك ماري أنطوانيت، بسبب الخطر الجسيم للإصابة بالعدوى. نظراً لأن السيدات الفرنسيات كانوا إناث، وبالتالي ليس لهم أهمية خلافة سياسية بسبب القانون السالي، وبذلك لم يتم منعهن.

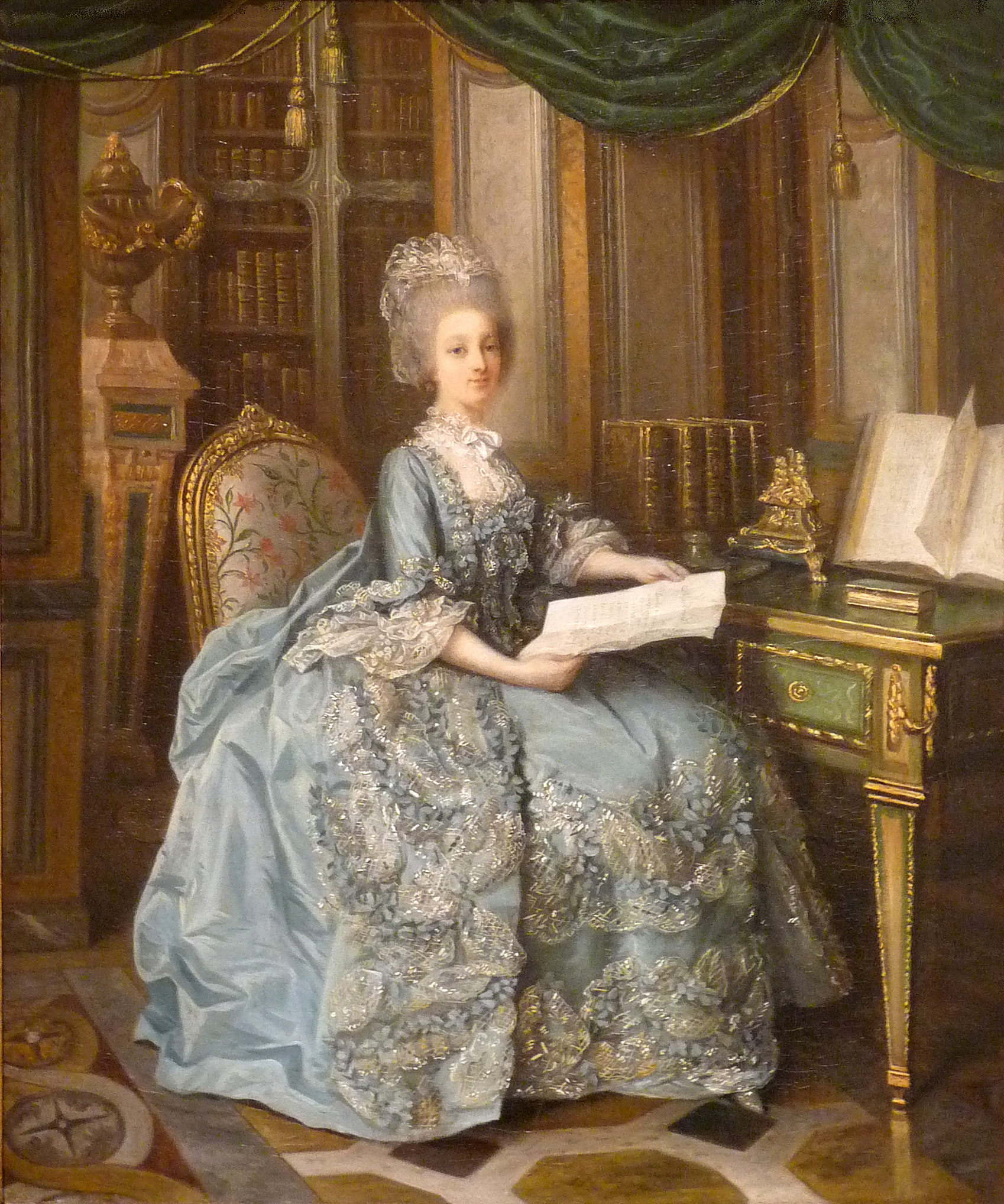
صوفي، التي من المفترض أنها كانت لوحة لماري أنطوانيت سابقاً

بعد وفاة لويس الخامس عشر أصبح حفيده لويس أوغست ملكاً باسم لويس السادس عشر، أشار لويس السادس عشر إلى عماته باسم سيدات تانتس. أصيبوا الشقيقات بالجدري من فراش والدهما، وتم وضعهما في الحجر الصحي في منزل صغير بالقرب من قصر تشويسي، حيث تم إجلاء البلاط بعد وفاة الملك حتى تعافوا في النهاية.
سمح لهم الملك بالاحتفاظ بجناحهن في قصر فرساي، واستمروا في حضور البلاط في المناسبات الخاصة. مثل زيارة يوزف الثاني إمبراطور الروماني المقدس، الذي ورد أنه انجذب لأديلايد.  ومع ذلك، فقد نأوا بأنفسهم عن البلاط وفضلوا في كثير من الأحيان الإقامة في قصر بيليفو الخاص بهم في ميدون كما أنهم سافروا إلى فيشي، مع حاشية لا تقل عن ثلاثمائة شخص، وجعلوا المياه هناك عصرية، استمروا السيدات في كونها من المقربين من لويس السادس عشر، كما حافظوا أيضاً على علاقة جيدة مع ابنة شقيقتهم الأميرة إليزابيث، وغالباً ما زاروها في معتكفها بمونتروي.وفي عام 1777، منح لويس السادس عشر صوفي وشقيقتها أديلايد لقبي دوقة لوفوا، بعد أن استحوذوا معاً على عقار بهذا الاسم.
لم تتوافق السيدات مع الملكة ماري أنطوانيت، عندما قدمت الملكة العادات الجديدة للعشاء العائلي المسائي الغير الرسمي، بالإضافة إلى العادات غير الرسمية الأخرى التي قوضت آداب البلاط الرسمية، أدى ذلك إلى هجرة نبلاء البلاط القديمون ضد إصلاحات الملكة، والتي تجمعت في صالون السيدات، استمتعوا على نطاق واسع في بلفيو وفرساي؛ ورد أن صالونهم يتردد بانتظام من قبل الوزير موريباس، الذي ارتقى أديلايد إلى السلطة من خلال لويس جوزيف، أمير كوندي، ولويس فرانسوا جوزيف وكلاهما عضوان في الحزب المناهض للنمسا، كان بيير بومارشيه أيضاً ضيفاً متكرراً، حيث قرأ بصوت عالٍ هجاءه عن النمسا وشخصيات قوتها. أفاد السفير النمساوي، الكونت فلوريموند كلود دو ميرسي، أن صالونهم كان مركزاً لمؤامرات ضد ماري أنطوانيت، حيث تسامحوا السيدات الفرنسيات مع القصائد التي تسخر من الملكة.
جمعوا السيدات حزب النبلاء المحافظ المتطرف المعارض للفلاسفة والموسوعيين والاقتصاديين.
عندما توفيت صوفي، دُفنت في القبر الملكي، الكاتدرائية سان دوني التي تعرضت للنهب والتدمير أثناء الثورة الفرنسية.
لاحقاً، سميت ابنة ابن شقيقها صوفي هيلين بياتريس، الابنة الصغرى للويس السادس عشر وماري أنطوانيت على اسمها.